# Семёнов, Сергей Терентьевич (купец)
Сергей Терентьевич Семёнов (1840—1909) — петербургский купец, потомственный почётный гражданин, гласный Санкт-Петербургской городской думы (1898—1905).

## Биография

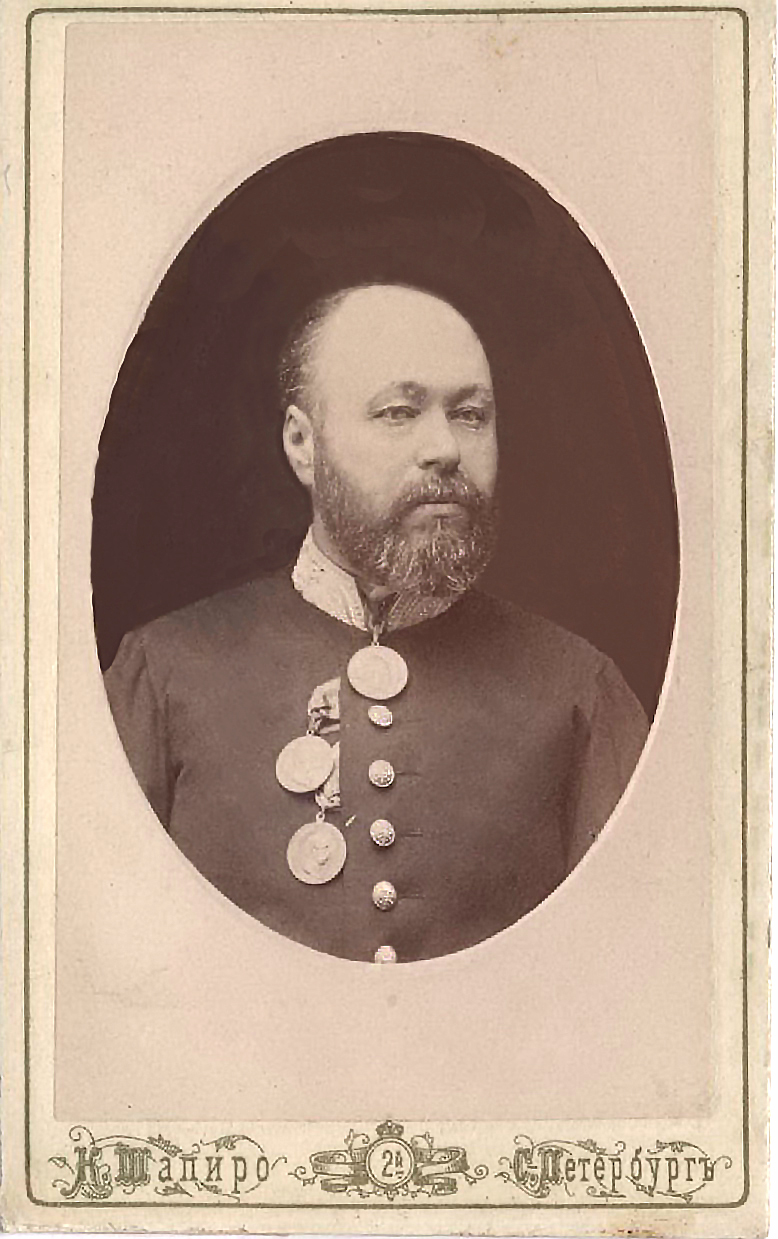
Церковный староста Семенов С. Т. Церковь Рождества Христова на Песках. 1886 год

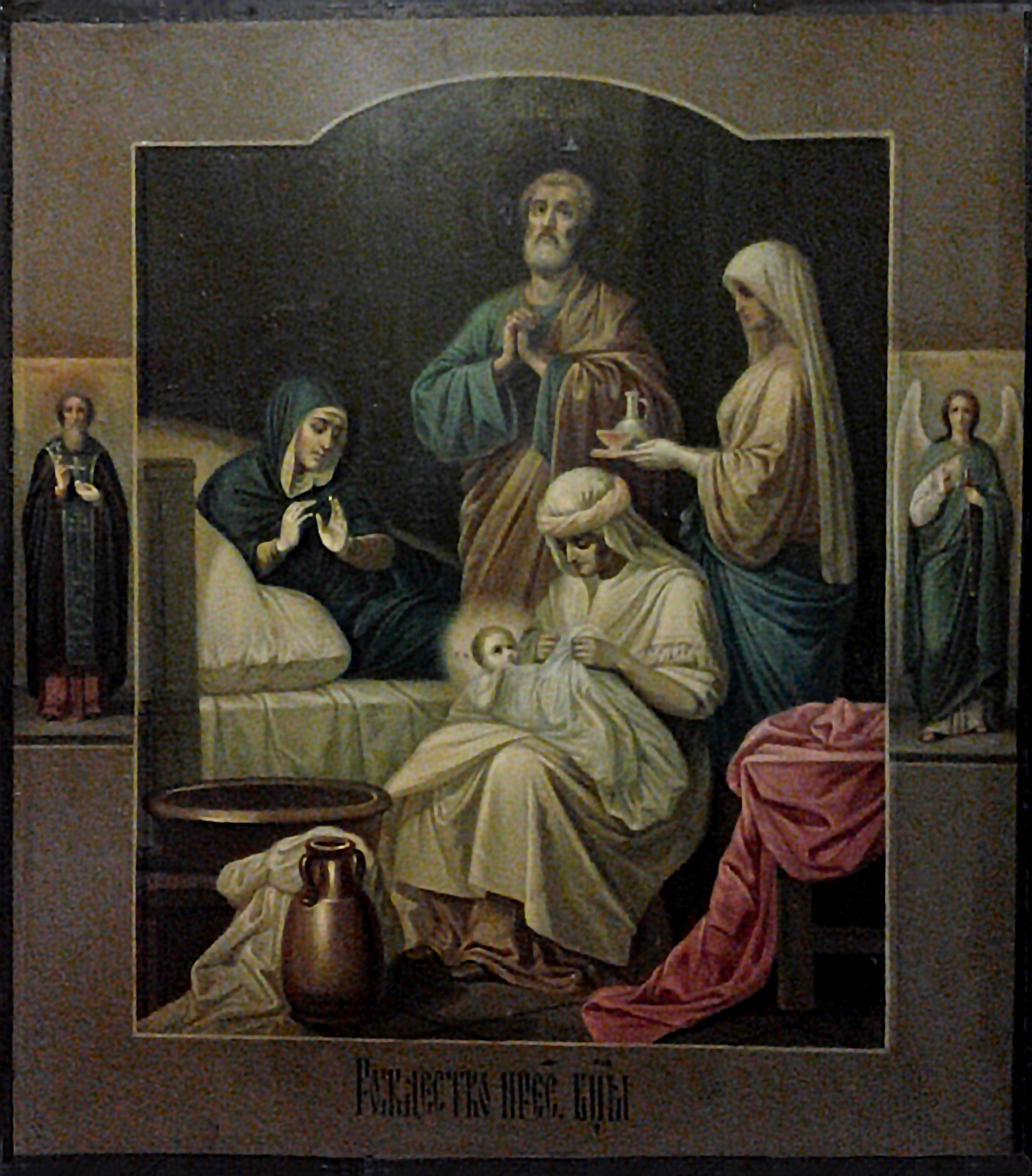
Копия Иконы Рождество Христово, подарена Церковному Старосте Семенову С. Т. 1895 год

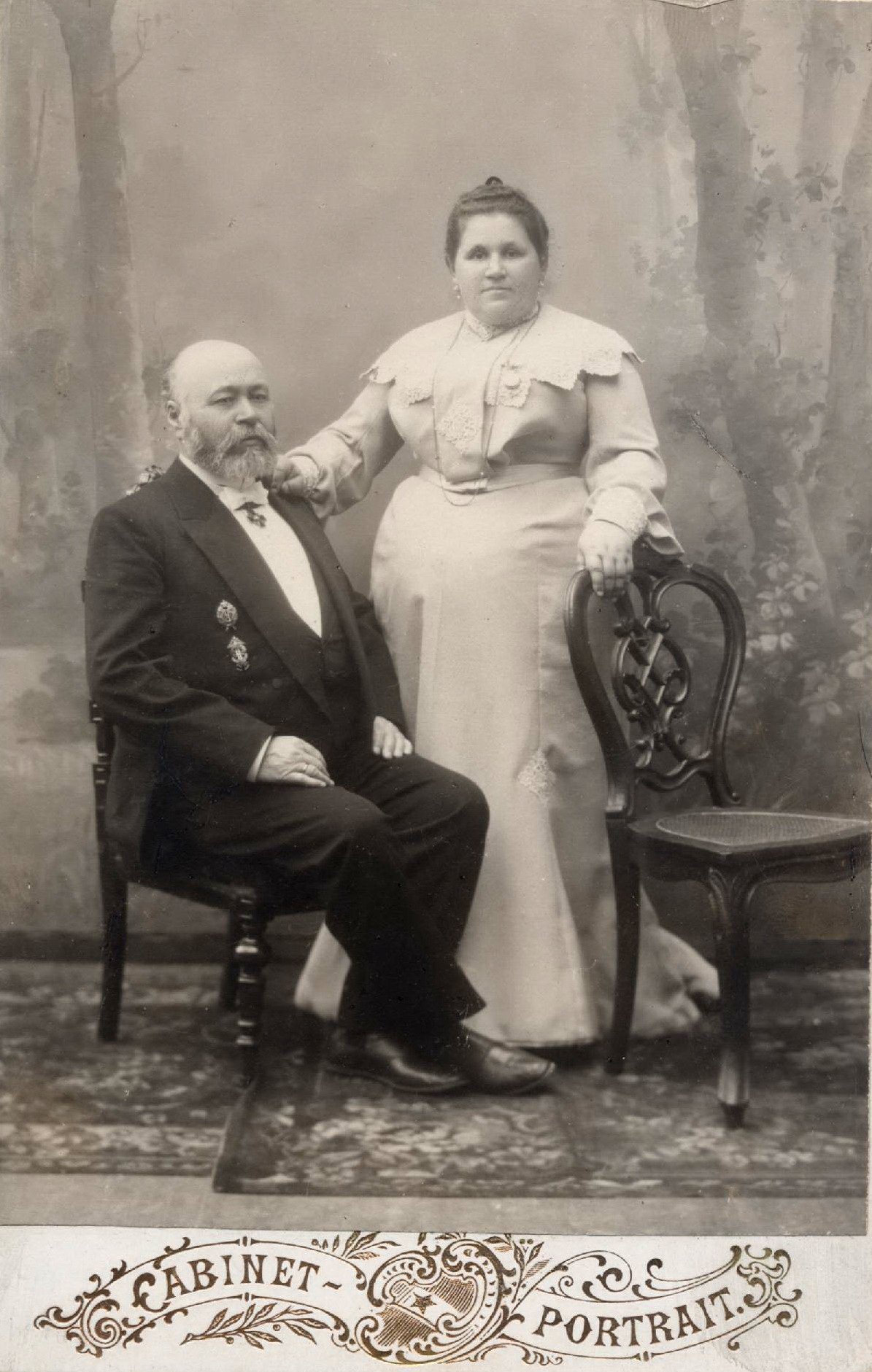
Сергей Терентьевич со второй женой Ольгой Алексеевной Калининой фото 1904г

Родился в Костромской губернии, Кологривский уезд Ефремовская волость теперь Парфеньевский район, поселок Ильино на реке Неё. В середине 1800-х годов деревней владел один из потомков рода фон Менгденов помещик Иван Владимирович фон Менгден. Он проживал в другой своей вотчине под Тулой. В 1840 году помещик дал вольную семье этих крестьян, и они переехали в Царское Село. В Царском Селе его отец занимался подрядными работами по строительству домов и позже в Санкт-Петербурге строил дома. В 1851 году Терентий Семёнович Семёнов был записан купцом 3-й гильдии в купеческой книге Царского Села. В записях указано, что отец и сын — вольноотпущенные господ Менгден. В 1867 году Сергей Терентьевич жил по адресу 5-я Рождественская улица дом 8 вместе со свои отцом. Сергей пошёл по стопам отца, занимался строительством доходных домов в Петербурге. Немногим позже на этом участке было построено два доходных дома, Греческий 15 и Греческий 17.
В 1881 году Сергей Терентьевич был записан купцом 2-й гильдии СПб из царскосельских купцов, свидетельство № 5437. На первом этаже своего доходного дома на Греческом 15 он содержал фруктовую, мясную и мелочную лавки. В 1885 году содержал трактир в Выборгской части дом № 70, по Большому Сампсониевскому проспекту. После смерти купца в 1909 году, доходный дом был передан во владение его вдове Ольге Алексеевне Семёновой.
Сергей Терентьевич состоял старейшиной церкви Рождества Христова «что на песках» с 1884 по 1895 годы. В 1895 году прихожанами церкви ему была преподнесена копия святой иконы Рождества Христово, изготовленной в мастерской Г. А. Андреева, за ревностное служение интересам храма и его украшение. Образ иконы являлся художественной копией с образа художника Маковского, находящегося в московском Храме Христа Спасителя. Икону преподнес протоиерей О. Разумовский от имени причта и прихожан. С 1896 года являлся председателем комитета и попечителем Мариинско-Сергиевского приюта.
Звание потомственного почётного гражданина он получил после награждения его орденом Святой Анны 3-й степени 8 февраля 1897 года, и по его ходатайству это звание получили все его сыновья.
В начале 1890-х годов построил несколько дач в финской деревне Териоки для себя и своих сыновей. Все старшие его сыновья получили коммерческое образование и работали экономистами, бухгалтерами, счетоводами.
С 1898 по 1905 год - гласный Санкт-Петербургской городской думы, торговая депутация.
Сергей Терентьевич состоял в различных благотворительных обществах. Императорское Человеколюбивое общество, Член Совета Александра-Иосифа Христорождественского братства, Пожизненный член братства Христа Спасителя и Костромского благотворительного общества. Член Прибалтийского православного во имя Христа Спасителя общества.
Похоронен в семейном могильнике на Никольском кладбище Александро-Невской лавры.

## Благотворительность
- Императорское Человеколюбивое общество,
- Член Совета Александра-Иосифа Христорождественского братства
- Пожизненный член братства Христа Спасителя
- Пожизненный член Костромского благотворительного общества
- Член Прибалтийского православного во имя Христа Спасителя общества
- Бесплатный стол для бедных

## Семья

Мария Ивановна Семенова (Селянкина) первая жена купца фото 1871г

- Первый брак в 1861 г. с Марией Ивановной Селянкиной (1843-1879 гг.)
- Дети от первого брака: Михаил 1864 г.р., Василий 1870 г.р., Иван 1871 г.р., Семен 1874 г.р., дочери Александра 1866 г.р., Параскева 1867 г.р., Елена 1875 г.р.
- Второй брак в 1897 г с Ольгой Алексеевной Калининой (1870-1942 гг.)
- Дети от второго брака: Николай 1897-1940 гг., Владимир 1900 г.р., дочери: Надежда 1898-1967 гг., Мария 1901-1962 гг., Антонина 1901-1959 гг., Евгения 1906-1983 гг.

## Награды
- Орден Святой Анны 3-й степени 8 февраль 1897 г.
- Орден Святого Станислава 2-й степени 5 апрель 1898 г.
- Юбилейный Знак Императорское Человеколюбивое общество 1902 г.
- Золотая медаль За усердие 22.06.1879г для ношения на шее Станиславская лента.
- Золотая медаль За усердие 22.04.1883 г. для ношения на шее Аннинская лента.
- Золотая медаль За усердие 31.08.1886 г. для ношения на шее Владимирская лента.
- Золотая медаль За усердие 24.01.1892г для ношения на шее Александровская лента.
- Объявлено благословение Святейшего синода с вручением грамоты 1885 г